# 顾逸东
顾逸东（1946年9月—），江苏淮安人，中国航天应用技术和浮空飞行器专家，中国科学院光电研究院研究员、院副院长，载人航天工程应用系统总设计师兼总指挥，中国科学院院士。

## 生平
1964年毕业于北京一零一中，在校期间曾担任学校的校旗手，1970年毕业于清华大学工程物理系。2005年当选为中国科学院院士。
父亲是著名经济学家顾准。